# 北林之战
北林之战是公元前608年（周匡王五年，鲁宣公元年，晋灵公十三年，楚庄王六年），在晋楚争霸战争中，晋国为了援救陈国、宋国，进攻楚国和郑国的作战。
因为晋国由于受贿，对齐国、宋国的弑君行为没有追究。郑国背弃晋国，和楚国盟约。陈共公死时，楚国不行诸侯吊丧的礼仪，陈灵公在晋国接受盟约。前608年秋，楚庄王攻打陈国，北上攻打宋国。晋国赵盾带兵救援。宋文公、陈灵公、卫成公、曹文公和晋军在棐林（今河南省新郑市北）会合，讨伐郑国。楚国蒍贾去救援郑国，在北林（今河南省新郑市附近）和晋军相遇，晋国解扬被俘，晋军于是撤退。冬，晋军攻打郑国，以报复北林之役。